# Peter Hummelgaard Thomsen
Peter Hummelgaard Thomsen (ur. 17 stycznia 1983 w Tårnby) – duński polityk, poseł do Folketingetu, od 2019 minister.

## Życiorys
Kształcił się w Tårnby Gymnasium, w 2012 ukończył studia prawnicze na Uniwersytecie Kopenhaskim. W latach 2005–2008 pracował w resorcie spraw zagranicznych. Działacz Socialdemokraterne i jej młodzieżówki Danmarks Socialdemokratiske Ungdom, którą kierował w latach 2008–2012. Później pracował jako konsultant, a następnie jako doradca do spraw politycznych w związku zawodowym Fagligt Fælles Forbund. W 2015 z ramienia socjaldemokratów po raz pierwszy uzyskał mandat posła do Folketingetu, z powodzeniem ubiegał się o reelekcję w kolejnych wyborach w 2019 i 2022.
W czerwcu 2019 został ministrem pracy w gabinecie Mette Frederiksen. W listopadzie 2020 dodatkowo przejął obowiązki ministra ds. równouprawnienia. Od lutego 2022 ponownie wyłącznie minister pracy. W grudniu 2022 powołany na ministra sprawiedliwości w drugim rządzie dotychczasowej premier.